# Präsidialpalais

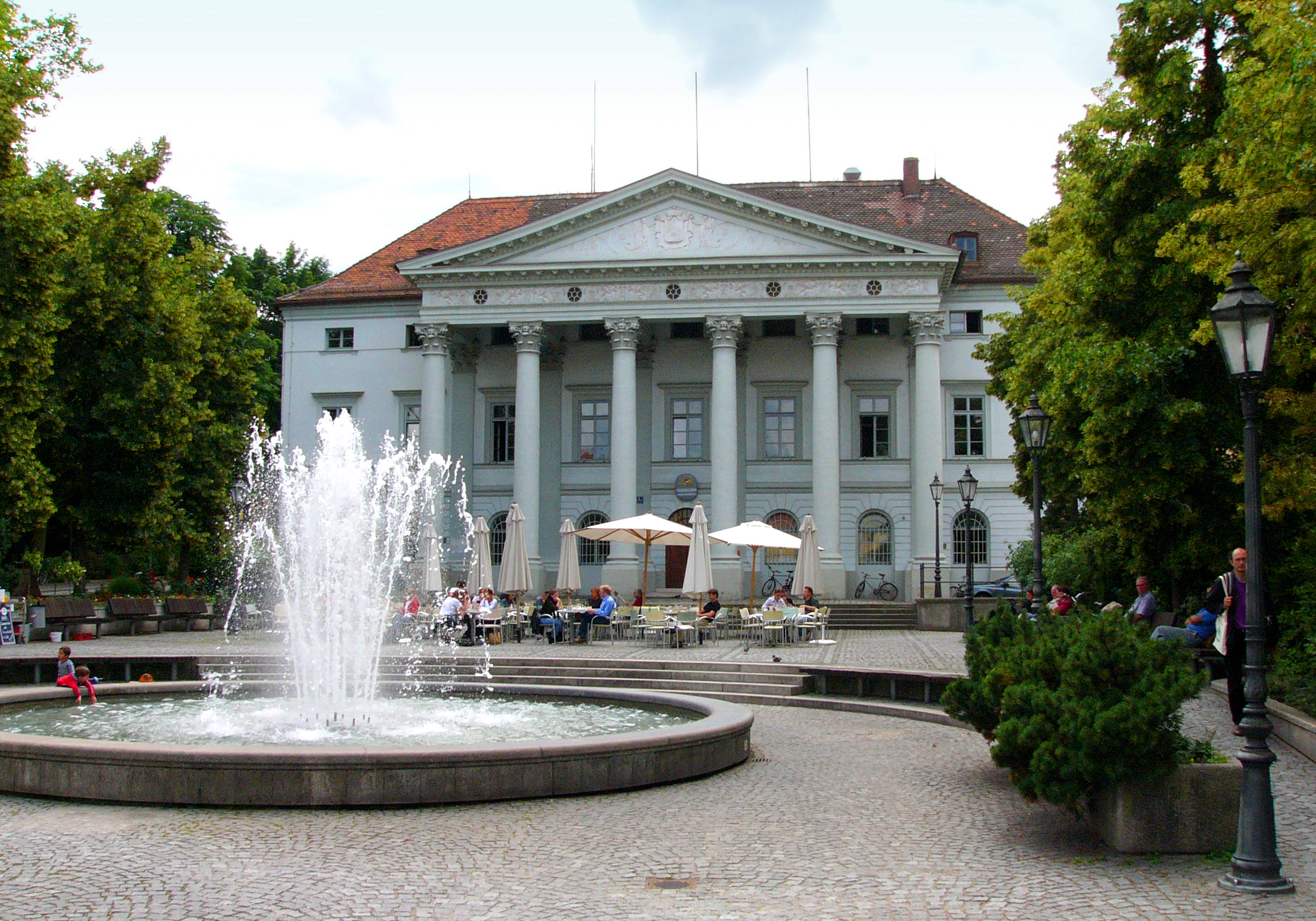
Präsidialpalais auf dem Bismarckplatz in Regensburg

Das Präsidialpalais ist ein klassizistisches Bauwerk am Bismarckplatz der oberpfälzischen Hauptstadt  Regensburg in Bayern (Bismarckplatz 1). Die Anlage ist unter der Aktennummer D-3-62-000-224 als denkmalgeschütztes Baudenkmal von Regensburg verzeichnet. 

## Geschichte
Das Präsidialpalais ließ der napoleonfreundliche Fürstprimas Karl Theodor von Dalberg 1804/05 von dem Hofarchitekten Emanuel Herigoyen errichten. Es sollte dem französischen Geschäftsträger beim Immerwährenden Reichstag, Theobald Jacques Justin Baron de Bacher, als repräsentative Unterkunft dienen. Nachdem 1810 Regensburg bayerisch und Sitz des Regenkreises geworden war, wohnte hier der Regierungspräsident; deshalb  bildete sich die Bezeichnung Präsidialpalais heraus. Später wurde das Gebäude bis 2009 Sitz des Polizeipräsidiums Niederbayern/Oberpfalz. 2010 wurde das Gebäude von der Stadt Regensburg gekauft und ab 2011 aufwändig restauriert. Seit der Renovierung befindet sich hier das Haus der Musik. Das Theater Regensburg will hier neben der geplanten Sing- und Musikschule noch ein Kinder- und Jugendtheater einrichten. Auch Gruppen der freien Musikszene und Vereine sollen das Haus der Musik benutzen können.

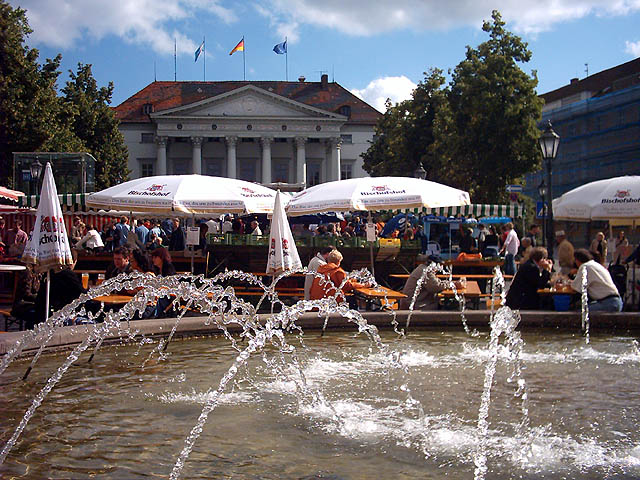
Bismarckplatz mit Präsidialpalais im Hintergrund

## Baulichkeit
Das Palais steht auf einer erhöhten Bodenwelle, die vor der beginnenden Bebauung Rinderbühl hieß, weil dort der Rindermarkt abgehalten wurde. Auf dem Gelände des Gebäudes über den damals noch mit dem Arnulfsplatz vereinten Bismarckplatz verlief die arnulfinische Stadtmauer errichtet um 920. Sie wurde um 1320 abgebrochen und ihre Steine beim Bau der weiter westlich verlaufenden mittelalterlichen Stadtmauer wieder verwendet. 
1358 wurde hier ein Manghaus für die Tuchmacher und Färber erbaut, das 1569  durch die Stadt Regensburg durch ein Getreidemagazin ersetzt wurde. Im Flur des Erdgeschosses vom Palais erinnert eine Platte an den Bauherrn Stefan Fugger und die weiteren Mitglieder des Inneren Rates der Stadt.
An der Westseite des Beraiterweges im Anschluss an den Getreidespeicher befand sich auch der städtische Marstall, in welchem die Pferde für den städtischen Dienstgebrauch standen. Als der Entschluss zum Bau des Palais fiel, mussten diese Gebäude zumindest teilweise abgebrochen werden, um Platz zu schaffen. Zur Kostenersparnis ließ der von Dalberg beauftragte Baumeister Herigoyen die alten Mauern so weit als möglich stehen und gliederte sie in den Neubau ein. Dies hatte den teilweise unregelmäßigen Grundriss des Gebäudes zur Folge. Im Scheitel eines Tores auf der Westseite ist die Jahreszahl 1569 zu sehen, offensichtlich eine Spolie vom Vorgängerbau. Die Innenausgestaltung für das Palais übertrug Dalberg an seinen Direktionsrat Jakob Guiollett.
Die Schaufront des Gebäudes ist zum Bismarckplatz gerichtet; diese Front ist neunachsig. Dem Gebäude ist ein Portikus vorgesetzt, der von sechs mächtigen Säulen mit korinthischen Kapitellen getragen wird. Die Säulen ruhten auf hohen quadratischen Postamenten. Im Dreiecksgiebel ist das Wappen des Bauherren Carl von Dalberg angebracht. Es wird von Genien gehalten. Stuckierte Greife zieren den Fries zwischen Rundlöchern. Die Decke des Portikus ist kassettiert. Im Erdgeschoss sind Rundfenster eingebaut, die hohen Fenster in der Beletage sind rechteckig und mit einer geraden Verdachung versehen. 
Eine breite Freitreppe führt zu einer modernen Springbrunnenanlage, die 1980/81 nach dem Bau der Tiefgarage geschaffen wurde.